# Rezerwat przyrody „Wostoczno-Uralskij”
Rezerwat przyrody „Wostoczno-Uralskij” (ros. Государственный природный заповедник «Восточно-Уральский») – ścisły rezerwat przyrody (zapowiednik) w obwodzie czelabińskim w Rosji. Znajduje się w rejonach kaslinskim i kunaszakskim, a jego obszar wynosi 166,16 km². Rezerwat został utworzony dekretem rządu Rosyjskiej Federacyjnej Socjalistycznej Republiki Radzieckiej z dnia 29 kwietnia 1966 roku.

## Historia
29 września 1957 roku w zakładach Majak, w zamkniętym wówczas mieście Czelabińsk-40 (obecnie Oziorsk), doszło do katastrofy kysztymskiej, wypadku jądrowego, w wyniku którego skażony radioaktywnie został obszar o powierzchni 39 000 km². Dziewięć lat później na najbardziej skażonym terytorium, niedostępnym od katastrofy, został utworzony Rezerwat przyrody „Wostoczno-Uralskij”. Rozciąga się on z północy na południe na odległość 24 km, a z zachodu na wschód – 9 km. Skażenie radioaktywne na terenie rezerwatu jest nadal wysokie. Jest on jednym z dwóch rezerwatów na świecie, obok Poleskiego Państwowego Rezerwatu Radiacyjno-Ekologicznego na Białorusi (powstałego po katastrofie w Czarnobylu), który zajmuje się badaniem wpływu promieniowania na florę i faunę. Ochroną rezerwatu zajmuje się Rosatom.

## Opis
Teren rezerwatu to lekko pofałdowana równina przylegająca do wschodnich zboczy Uralu Południowego. Płyną tu m.in. rzeki Tiecza i Karabołka oraz znajdują się dwa jeziora: Bierdianisz i Uruskul, na dnie których nagromadziło się dużo radioaktywnego mułu.

## Flora
Terytorium rezerwatu charakteryzuje się roślinnością leśno-stepową: lasy brzozowe (70% terytorium) przeplatają się ze stepami. Czasami spotykane są sosny zwyczajne. Rośnie tu wiele rzadkich roślin, m.in.: lilia złotogłów, ostnica z gatunku Stipa dasyphylla, obuwik wielkopłatkowy, kruszczyk błotny, miodokwiat krzyżowy, jezierza morska, grzybienie północne. Przed katastrofą liczebność rzadkich roślin była 5–10 razy mniejsza. Na dawne grunty orne powróciła naturalna roślinność.

## Fauna
Obecnie żyje tu 217 gatunków ptaków, w tym gatunki rzadkie takie jak np.: gęgawa, łabędź niemy, żuraw zwyczajny, czapla siwa, orzeł przedni, bielik, raróg zwyczajny, sokół wędrowny, rybołów i pelikan kędzierzawy.
Ssaki w rezerwacie są dość powszechne (jest ich znacznie więcej niż na terenach niechronionych). Żyją tu m.in.: niedźwiedź brunatny, ryś euroazjatycki, lis rudy, wilk szary, borsuk azjatycki, kuna leśna, łasica pospolita, łoś euroazjatycki. W sumie jest 47 gatunków ssaków. Żyje tu również 5 gatunków płazów i 4 gatunki gadów.
Z ryb występują tu m.in.: stynka, leszcz i sielawa europejska. Ryby z powodu promieniowania uległy mutacji bardziej zauważalnie niż inne zwierzęta.